# Soliera
Soliera – miejscowość i gmina we Włoszech, w regionie Emilia-Romania, w prowincji Modena.
Według danych na rok 2004 gminę zamieszkiwały 13 224 osoby, 259,3 os./km².